# Occhi neri (canzone popolare)
Occhi neri (in russo Очи чёрные?, Oči čёrnye (da pronunciare Oci ciornie); inglese: Dark eyes; francese: Les yeux noirs) è una poesia e una canzone popolare russa.

## Storia

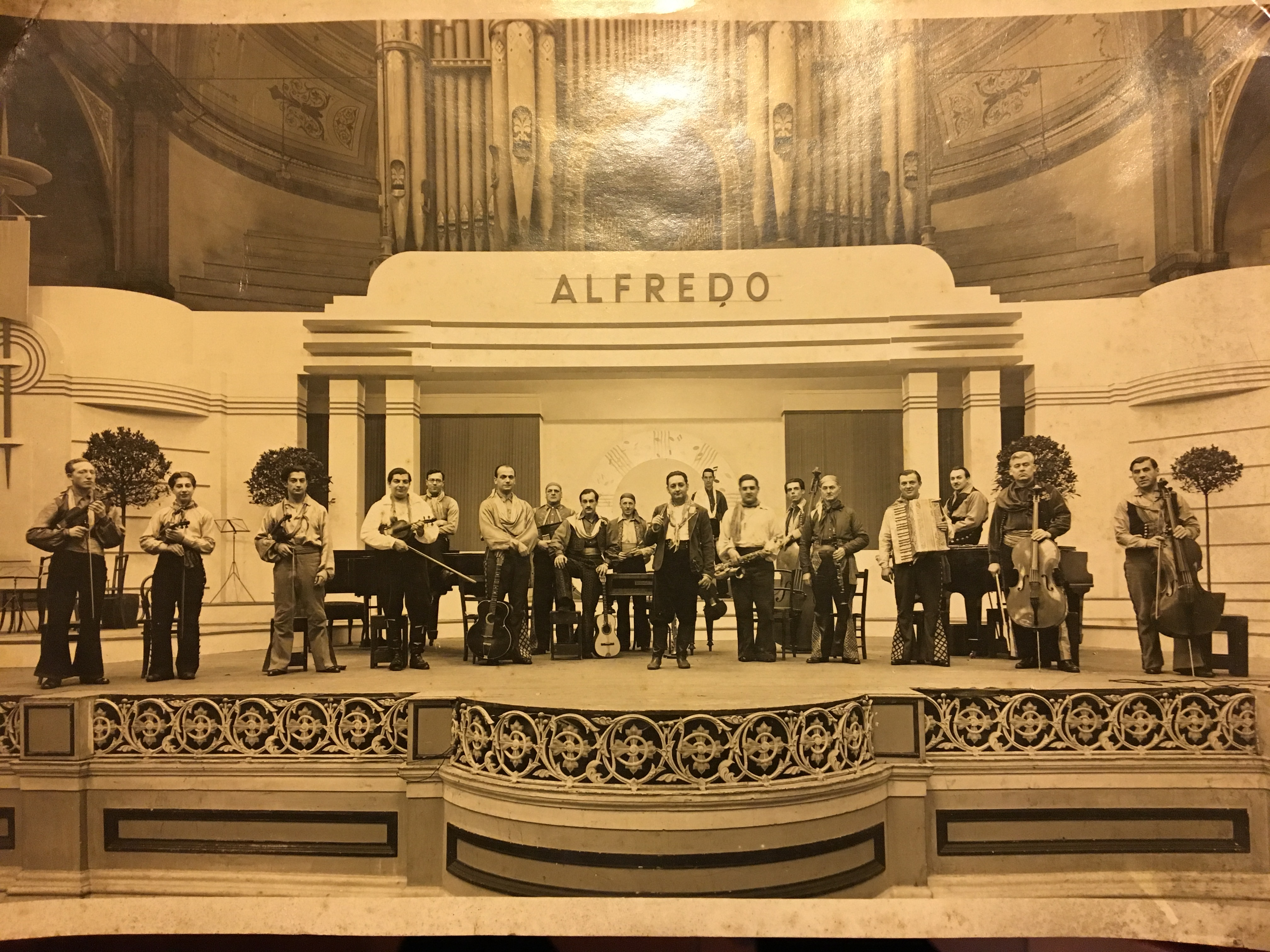
Ferraris all'Alexandria Palace di Londra, 1935, con Alfredo e la sua Orchestra

Il testo originale è una poesia del poeta e scrittore Yevhen Hrebinka (Ucraino: Євген Павлович Гребінка) (1812-1848). 
La prima pubblicazione della poesia fu nella rivista Literaturnaja gazeta il 17 gennaio 1843.
Le parole furono in seguito poste nell'Hommage-Valse di Florian Hermann (in un arrangiamento di S. Gerdel) e pubblicato come romanza il 7 marzo 1884, di cui non sono sopravvissuti spartiti musicali. Fëdor Šaljapin rese popolare la canzone all'estero con una propria versione.
La versione oggi più nota nel mondo è quella di Adalgiso Ferraris, musicista di origini novaresi poi emigrato prima in Russia poi in Inghilterra.
La prima pubblicazione della musica fu nel 1910, in tedesco con la collaborazione di Otto Kuhl e poi con le Editions Salabert a Parigi nel 1931. Ferraris stesso si può vedere in un filmato di British Pathé, un film del 1934, seduto dietro Alfredo, il direttore dell'orchestra "Alfredo and his Gypsy band" che suona Occhi neri,. Ferraris e Alfredo suonarono spesso insieme negli anni '30 come in questa foto all'Alexandria Palace di Londra nel 1935. Nel 1941 Harry Parry and his radio sextet registrò la versione di Ferraris .
La canzone divenne uno dei maggiori successi di Ferraris degli anni ‘20 e ‘30, interpretata anche da Albert Sandler e da Leslie Jeffries nel 1939, e cantata in inglese da  Al Bowlly nel 1939 con testo Albert Mellor. Anche Max Jaffa la registrò.

## Poesia (versione originale di Hrebinka)
| Russo | Traslitterazione | Traduzione in italiano |
| --- | --- | --- |
| 1. Очи черные, очи страстные, очи жгучие и прекрасные, как люблю я вас, как боюсь я вас, знать увидел вас я в недобрый час. 2. Ох, недаром вы глубины темней! Вижу траур в вас по душе моей, вижу пламя в вас я победное: сожжено на нем сердце бедное. 3. Но не грустен я, не печален я, утешительна мне судьба моя: Всё, что лучшего в жизни бог дал нам, в жертву отдал я огневым глазам! | 1. Oči čёrnye, oči strastnye, oči žgučie i prekrasnye, kak ljublju ja vas, kak bojus' ja vas, znat' uvidel vas ja v nedobryj čas. 2. Och, nedarom vy glubiny temnej! Vižu traur v vas po duše moej, vižu plamja v vas ja pobednoe: sožženo na nem serdce bednoe 3. No ne grusten ja, ne pečalen ja, utešitel'na mne sud'ba moja: Vsё, čto lučšego v žizni bog dal nam, v žertvu otdal ja ognevym glazam! | 1. Occhi neri, occhi appassionati occhi infuocati e bellissimi, quanto vi amo, quanto vi temo, di sicuro, vi ho scorto in un momento sfortunato. 2. Oh, non per nulla siete più scuri degli abissi! Vedo in lutto il mio cuore in voi, vedo una fiamma trionfante in voi: un povero cuore immolato in esso. 3. Ma io non sono triste, non sono addolorato, la mia sorte mi è di conforto: Tutto ciò che è meglio in vita, Dio ci ha dato, in sacrificio ritornerò ai focosi occhi! |

## Testo (versione Šaljapin)
| Russo (alfabeto Cirillico) | Traslitterazione | Traduzione italiana |
| --- | --- | --- |
| Очи чёрные, очи жгучие, очи страстные и прекрасные, как люблю я вас, как боюсь я вас, знать увидел вас я не в добрый час. Очи чёрные, очи пламенны и мaнят они в страны дальные, где царит любовь, где царит покой, где страданья нет, где вражды запрет. Очи чёрные, очи жгучие, очи страстные и прекрасные, как люблю я вас, как боюсь я вас, знать увидел вас я не в добрый час. Не встречал бы вас, не страдал бы так, я бы прожил жизнь улыбаючись, вы сгубили меня очи чёрные унесли на век моё счастье. Очи чёрные, очи жгучие, очи страстные и прекрасные, как люблю я вас, как боюсь я вас, знать увидел вас я не в добрый час. | Oči čёrnye, oči žgučie, oči strastnye i prekrasnye, kak ljublju ja vas, kak bojus' ja vas, znat' uvidel vas ja ne v dobryj čas. Oči čёrnye, oči plamenny i manjat oni v strany dal'nye, gde carit ljubov', gde carit pokoj, gde stradan'ja net, gde vraždy zapret. Oči čёrnye, oči žgučie, oči strastnye i prekrasnye, kak ljublju ja vas, kak bojus' ja vas, znat' uvidel vas ja ne v dobryj čas. Ne vstrečal by vas, ne stradal by tak, ja by prožil žizn' ulybajučis', vy sgubili menja oči čёrnye unesli na vek moё sčast'e. Oči čёrnye, oči žgučie, oči strastnye i prekrasnye, kak ljublju ja vas, kak bojus' ja vas, znat' uvidel vas ja ne v dobryj čas. | Occhi neri, occhi fiammanti, appassionati e splendidi occhi, vi amo così tanto, vi temo così tanto, di sicuro, vi ho visti in un'ora sfortunata. Occhi neri, occhi fiammanti, mi attirano verso terre lontane, dove regna l'amore, dove regna la pace, dove non c'è sofferenza, dove la guerra è bandita. Occhi neri, occhi fiammanti, appassionati e splendidi occhi, vi amo così tanto, vi temo così tanto, di sicuro, vi ho visti in un'ora sfortunata. Se non vi avessi incontrato, non soffrirei così, avrei vissuto la mia vita sorridendo, mi avete rovinato, occhi neri, mi avete portato via la felicità per sempre. Occhi neri, occhi fiammanti, appassionati e splendidi occhi, vi amo così tanto, vi temo così tanto, di sicuro, vi ho visti in un'ora sfortunata. |